# Simone Greiner-Petter-Memm
Simone Greiner-Petter-Memm (Jena, 15 de septiembre de 1967) es una deportista alemana que compitió en biatlón.
Participó en los Juegos Olímpicos de Lillehammer 1994, obteniendo una medalla de plata en la prueba por relevos. Ganó seis medallas en el Campeonato Mundial de Biatlón entre los años 1995 y 1999.

## Palmarés internacional
| Juegos Olímpicos   | Juegos Olímpicos        | Juegos Olímpicos | Juegos Olímpicos |
| Año                | Lugar                   | Medalla          | Prueba           |
| ------------------ | ----------------------- | ---------------- | ---------------- |
| 1994               | Lillehammer (Noruega)   | Medalla de plata | Relevos          |
| Campeonato Mundial |                         |                  |                  |
| Año                | Lugar                   | Medalla          | Prueba           |
| 1995               | Anterselva (Italia)     | Medalla de oro   | Relevos          |
| 1995               | Anterselva (Italia)     | Medalla de plata | Equipo           |
| 1996               | Ruhpolding (Alemania)   | Medalla de oro   | Relevos          |
| 1996               | Ruhpolding (Alemania)   | Medalla de oro   | Equipo           |
| 1997               | Osrblie (Eslovaquia)    | Medalla de oro   | Relevos          |
| 1999               | Kontiolahti (Finlandia) | Medalla de oro   | Relevos          |